# Меридел (Мериленд)
Меридел (енгл. Marydel) град је у америчкој савезној држави Мериленд.

## Демографија
По попису из 2010. године број становника је 141, што је 6 (-4,1%) становника мање него 2000. године.
| Група             | 2000.       | 2010.      |
| Белци             | 114 (77,6%) | 56 (39,7%) |
| Афроамериканци    | 10 (6,8%)   | 5 (3,5%)   |
| Азијати           | 1 (0,7%)    | 2 (1,4%)   |
| Хиспаноамериканци | 12 (8,2%)   | 76 (53,9%) |
| Укупно            | 147         | 141        |